# Observatoire astrophysique de Catane
L'observatoire astrophysique de Catane (italien : Osservatorio Astrofisico di Catania) est un observatoire astronomique situé à Catane, dans le sud de l'Italie. Il est géré par l'Institut national d'astrophysique.